# مارجريت بيلانجر

مارجريت بيلانجر (10 يونيو 1838 - 23 نوفمبر 1886) هي كانت ممثلة مسرح ومحظية فرنسية.